# Calosota
Calosota är ett släkte av steklar som beskrevs av Curtis 1836. Calosota ingår i familjen hoppglanssteklar.

## Dottertaxa tillCalosota, i alfabetisk ordning[1][2]
- Calosota acron
- Calosota aestivalis
- Calosota affinis
- Calosota agrili
- Calosota ariasi
- Calosota bolivari
- Calosota capensis
- Calosota cecidobius
- Calosota charitolophoides
- Calosota conifera
- Calosota cryphali
- Calosota curculionis
- Calosota cyanea
- Calosota dusmeti
- Calosota ferrierei
- Calosota flavostylus
- Calosota frequens
- Calosota halyomorphae
- Calosota herodoti
- Calosota hirsutioculus
- Calosota incognita
- Calosota kentra
- Calosota koraiensis
- Calosota kottiyoorica
- Calosota ligniphila
- Calosota longigasteris
- Calosota longiventris
- Calosota metallica
- Calosota microspermae
- Calosota montana
- Calosota nitens
- Calosota obscura
- Calosota pagana
- Calosota parva
- Calosota plutarchi
- Calosota pseudotsugae
- Calosota pumilae
- Calosota punctata
- Calosota purpurata
- Calosota qilianshanensis
- Calosota risbeci
- Calosota robusta
- Calosota septentrionalis
- Calosota shyama
- Calosota subaenea
- Calosota testaceipes
- Calosota tullii
- Calosota turneri
- Calosota varipunctata
- Calosota vernalis
- Calosota violascens
- Calosota viridis
- Calosota worcesteri
- Calosota yanglingensis